# Dahije
Dahije su bili vođe osmanlijskih janjičarskih postrojba u Beogradskom pašaluku kojim su upravljali neovisno od središnje vlasti u Istanbulu od 1801. do 1804. godine.
U razdoblju od 1791. do 1798. godine, janjičarima je bio zabranjen pristup Beogradskom pašaluku. Godine 1798. Porta je janjičarima izdala ferman kojim im je dozvoljeno da se vrate u Beogradski pašaluk. Nakon povratka, među janičarima su se posebno istaknula četvorica njihovih vođa: Aganlija, Kučuk-Alija, Mula Jusuf i Mehmed-Aga Fočić. Njih četvorica su 1801. godine izvršili atentat na dotadašnjeg beogradskog vezira Hadži-Mustafa pašu. Nakon atentata, dahije su podijelili pašaluk između sebe na četiri jednaka dijela i počele provoditi strahovladu, uvodeći čitlučenje i dodatne namete raji. Dahije su upravljale samostalno, odnosno bez odobrenja i protivno reformatorskim pokušajima osmanskog sultana Selima III. Raznovrsna nasilja kao i Sječa knezova početkom 1804. uzrokovala su početak bune na dahije koja se pretvorila u Prvi srpski ustanak.